# Dasyuris strategica
Dasyuris strategica là một loài bướm đêm trong họ Geometridae.